# Vevelstad Trinbræt
Vevelstad Trinbræt (Vevelstad holdeplass eller Vevelstad stasjon) er et norsk trinbræt på Østfoldbanen i Langhus i Ski Kommune. Trinbrættet åbnede i 1985 og betjenes af NSB's lokaltog mellem Stabekk og Ski. Det ligger 20,12 km fra Oslo S.